# Ablerus poincarei
Ablerus poincarei är en stekelart som beskrevs av Girault 1913. Ablerus poincarei ingår i släktet Ablerus och familjen växtlussteklar. Inga underarter finns listade i Catalogue of Life.